# 김태촌
김태촌(한국 한자: 金泰村, 1948년 10월 10일 ~ 2013년 1월 5일)은 대한민국의 한 폭력 조직인 범서방파의 두목(前 조직폭력배)이다. 부인은 서로 늦깎이 결혼으로써 혼인을 맺은 가수 출신의 이영숙이다. 9남매 중 다섯째로 출생한 그는 본래 무종교자였지만 나중에 개신교(장로회)에 귀의 입문하였으며 전과 관련으로 인하여 병역 면제되었다.

## 개요
전라남도 담양군 출신으로, 광산군 서방면 일대에서 자라 20살도 되기 전에 3차례나 소년원을 들락날락거렸다. 어린 나이에 비해 수형 기간이 길어서 병역은 면제되었다. 1975년 전남 광주 폭력조직인 범서방파의 행동대장을 시작으로 폭력세계에 발을 들인 김씨는 정치깡패로도 활약했는데 1976년 이철승 당시 국회의원의 명령으로 신민당 전당대회 각목 난동 사건을 일으켰다. 이 과정에서 김태촌은 김영삼 당시 신민당 신임 대표를 습격했으나 김영삼은 창문으로 뛰어내려 겨우 도주했다.
이후 김씨는 1977년 활동 무대를 서울로 옮기는 과정에서 여러 군소 조직들을 제압하며 세력을 키웠다. 1987년 인천 뉴송도호텔 나이트클럽 사장 황씨 살인교사 혐의로 징역 5년,보호감호 7년의 중형을 선고받았지만 1989년 폐암 진단을 받아 형 집행정지로 석방되었다. 또한 1990년 범죄단체 '신우회' 구성 혐의로 징역 10년을 선고받은데이어 1997년에는 이전의 공문서 위조교사 등의 혐의가 발각돼 징역 1년6월의 형이추가돼 형량이 모두 16년6월 및 보호감호 7년으로 늘어났다.
2005년 폐암 말기 상태였으나 폐 말고는 아무곳에도 전이가 안 되어서 한쪽 폐를 절개하여 남은 생애를 1개의 폐만으로 살아가게 되었지만 절개 수술은 성공해서 살아났다.
2006년 4월 일본 팬 사인회 약속을 지키지 않는다는 말을 듣고 탤런트 권상우에게 직접 전화를 걸어 사인회를 강요한 혐의로도 기소되어 1심에서 징역 3년을 선고받았지만 2심에서 무죄 판결을 받았다. 당시 권상우는 김태촌의 재판에 증인으로 출석해 김태촌으로부터 강요를 받았다는 공소사실을 부인하는 증언을 하기도 했다. 그러나, 김태촌은 2006년 구속 이후 당뇨와 저혈압, 협심증 등으로 수차례 구속집행정지를 신청하고 병원에 입원하면서 2년 여 만에 형기를 모두 마쳤다.
2011년 한 기업가의 빚을 대신 받는 과정에서 협박 혐의로 경찰의 수사대상이 되자 "최양석"이라는 가명으로 서울대학교병원에 위장입원했다. 김태촌은 입원한 이후 2012년 3월에 생명이 위독해지자 병원측은 신속한 치료를 위해 김태촌의 부하들을 병실 밖으로 내보내려 했지만 이 과정에서 김태촌의 부하들이 간호사를 폭행했다. 해당 간호사는 공포에 질려 한동안 출근을 하지 못했다.
2013년 1월 5일 오전 0시 42분에 서울 종로구 연건동 서울대병원에서 급성 패혈증으로 64세로 사망하자, 그 장례식에는 조직폭력배 500여 명이 조문을 오는 바람에 경찰에서는 비상대기 상황이 되었지만 장례식은 아무 일 없이 치러졌다.

## 같이 보기
- 조양은
- 전정길
- 조창조